# 聖安東尼奧薩卡特佩克斯
聖安東尼奧薩卡特佩克斯（西班牙語：San Antonio Sacatepéquez），是危地馬拉的城鎮，位於該國西南部，由聖馬科斯省負責管轄，面積113平方公里，海拔高度2,409米，2002年人口14,658，人口密度每平方公里129.72人。
14°58′N 91°44′W / 14.967°N 91.733°W